# Селонже (кантон)
Селонже (фр. Selongey) — кантон во Франции, находится в регионе Бургундия. Департамент кантона — Кот-д’Ор. Входит в состав округа Дижон. Население кантона на 2006 год составляло 3785 человек.
Код INSEE кантона — 2132. Всего в кантон Селонже входят 8 коммун, из них главной коммуной является Селонже.

## Коммуны кантона
- Буснуа — население 127 чел.
- Шазёй — население 223 чел.
- Фонсгрив — население 156 чел.
- Орвиль — население 202 чел.
- Сакне — население 263 чел.
- Селонже — население 2267 чел.
- Вернуа-ле-Вевр — население 185 чел.
- Верон — население 362 чел.